# 天下三名槍
天下三名槍（てんかさんめいそう）は、天下三槍（てんかさんそう）ともいい、
- 御手杵（おてぎね）
- 日本号（にほんごう、または、ひのもとごう）
- 蜻蛉切（とんぼきり）

の三本の槍を指す。
江戸時代中に「西の日本号、東の御手杵」と並び称され、いつしかそれに蜻蛉切が入って明治時代から天下三名槍と呼ばれるようになった。
しかし、三名槍のうち御手杵は太平洋戦争中の昭和20年（1945年）3月10日に東京大空襲で焼失したため、現存しない。